# Robert Irwin (Historiker)
Robert Graham Irwin (* 23. August 1946 in Guildford; † 28. Juni 2024 in London) war ein britischer Historiker, Autor und ein Kenner der arabischen Literatur.

## Leben
Irwin studierte Geschichte der Neuzeit an der Universität Oxford und promovierte an der School of Oriental and African Studies in London. Ab 1972 lehrte er an der University of St. Andrews in Schottland. Ab 1977 widmete er sich fast ausschließlich dem Schreiben. Neben Büchern zu geschichtlichen Themen verfasste Irwin auch Romane und Fantasygeschichten. Sein Buch The Arabian Nightmare wurde durch das Werk Die Handschrift von Saragossa von Jan Potocki angeregt. In seiner Geschichte der Orientalistik For Lust of Knowing setzt sich Irwin sehr kritisch mit Edward Saids Werk Orientalism auseinander, dem er nicht nur zahlreiche faktische Irrtümer vorwirft, sondern darüber hinausgehend eine irreführende Konstruktion der europäischen Wissenschafts- und Geistesgeschichte. 
2013 war Irwin als Forscher mit der School of Oriental and African Studies verbunden und Redakteur für den Mittleren Osten bei The Times Literary Supplement.

## Veröffentlichungen (Auswahl)
- 1983: The Arabian Nightmare, Roman. Dedalus Books, London. ISBN 1-873982-73-9.
  - 1993: deutsch: Die arabische Nachtmahr oder die Geschichte der 1002. Nacht; Übersetzt und vorgestellt von Annemarie Schimmel. Suhrkamp, Frankfurt am Main 2003 ISBN 3-518-38766-9.

- 1986: The Middle East in the Middle Ages: The Early Mamluk Sultanate 1250-1382. Croom Helm, London. ISBN 0709913087.

- 1986: The Limits of Vision, Roman. Dedalus Books, London. ISBN 1-873982-10-0.
  - 1993: Die Grenze des Sichtbaren. Rütten und Loenig, Berlin. ISBN 3-352-00464-1.
- 1988: The Mysteries of Algiers, Roman. Dedalus Books, London. ISBN 1-873982-60-7.
  - 1989: Die Geheimnisse von Algier, Roman. Rütten und Loenig, Berlin. ISBN 3-352-00481-1.
- 1994: The Arabian Nights: A Companion. Allen Lane, London. ISBN 0-713991054.
  - 2004: deutsch: Die Welt von Tausendundeiner Nacht, Insel-Verlag, Frankfurt am Main/Leipzig. ISBN 3-458-34744-5.
- 1995: Exquisite Corpse, Roman. Dedalus Books, London. ISBN 1-903517-38-9.
  - 1999: deutsch: Verrückte Leidenschaft. Suhrkamp, Frankfurt am Main. ISBN 3-518-39443-6.
- 1997: Prayer Cushions of the Flesh. Dedalus Books, London. ISBN 1-873982-63-1.
  - 1999: deutsch: Der Prinz im Garten der Lust, dtv, München. ISBN 3-423-12562-4.
- 1997: Islamic Art, Laurence King, London. ISBN 1-856690938; 
  - deutsch: Islamische Kunst. DuMont, Köln 1998. ISBN 3-7701-4484-8.

- 1999: Satan Wants Me, Roman. Dedalus Books, London. ISBN 978-1-873982341.
- 1999: Night and Horses and the Desert: The Penguin Anthology of Classical Arabic Literature. Allen Lane/The Penguin Press, London. ISBN 0-713991534.
- 2004: deutsch: Die Welt von Tausendundeine Nacht, insel taschenbuch, Frankfurt am Main.
- 2005: The Alhambra. Harvard University Press. als paperback: 2011. ISBN 978-1-861974877.
- 2006: For Lust of Knowing: The Orientalists and their Enemies. Penguin Press/Allen Lane, London. ISBN 0-713994150.
  - amerikanischer Titel 2006: Dangerous Knowledge: Orientalism and Its Discontents. Overlook Press, New York City. ISBN 978-1-585678358.
- 2010: Visions of the Jinn: Illustrators of the Arabian Night. Oxford University Press, Oxford, England, ISBN 978-0-199590353.
- 2011: Memoirs of a Dervish: Sufis, Mystics and the Sixties. Profile Books, London. ISBN 978-1-861979919.[2]